# Cybaeus obedientiarius
Cybaeus obedientiarius är en spindelart som beskrevs av Komatsu 1963. Cybaeus obedientiarius ingår i släktet Cybaeus och familjen vattenspindlar. Inga underarter finns listade i Catalogue of Life.